# Världsmästerskapen i beachvolleyboll 2022
Världsmästerskapen i beachvolleyboll 2022 arrangerades mellan den 10 och 19 juni 2022 i Rom i Italien. Det var den 13:e upplagan av världsmästerskapen i beachvolleyboll.

## Medaljörer
| Gren                                | Guld                             | Silver                                  | Brons                                  |
| Herrarnas turnering mer information | Norge Anders Mol Christian Sørum | Brasilien Renato Vitor Felipe           | Brasilien André Stein George Wanderley |
| Damernas turnering mer information  | Brasilien Duda Ana Patrícia      | Kanada Sophie Bukovec Brandie Wilkerson | Tyskland Svenja Müller Cinja Tillmann  |